# Drop it (Spiel)
drop it ist ein Geschicklichkeitsspiel von Bernhard Lach und Uwe Rapp, das 2018 bei Kosmos erschien. Es kann mit zwei bis vier Personen oder zwei Teams gespielt werden. Es wurde auch in der Show Schlag den Star am 14. Dezember 2019 von Wotan Wilke Möhring und Jens Lehmann gespielt.

## Inhalt
- Spielbrett bestehend aus Sockel und Schacht
- 4 Seitenteile: 2× Formen und 2× Farben
- 2 Sockelteile (beidseitig bedruckt)
- 4 Sätze Spielsteine in den Farben blau, gelb, grün und rot:
  - je 3× Kreis
  - je 2× Dreieck, Quadrat und Raute
- 1 Punktetafel
- 4 Zählsteine in den Spielerfarben
- 4 +25/+50-Punktemarker in den Spielerfarben
- 8 Joker, je 2 den Spielerfarben
- Spielanleitung, 4 DIN-A4-Seiten (mehrfarbig)

## Beschreibung

### Vorbereitung
Der Schacht wird vorsichtig in den Sockel geschoben. Die Sockelteile werden mit der Farbseite nach oben in den Sockel gelegt, die farbigen Seitenteile in die schmalen Schächte am Rand des Sockels. Anschließend erhält jeder Spieler einen kompletten Satz Spielsteine, seinen Zählstein und Punktemarker. Im Spiel zu Dritt werden die Spielsteine der dritten Farbe gleichmäßig unter den Spielern aufgeteilt, im Spiel zu Zweit oder im Team erhalten die Spieler zwei komplette Spielsteinsätze aber nur einen Zählstein.

### Spielablauf
Die Spieler lassen abwechselnd einen ihrer Spielsteine in den Schacht fallen, dabei können sie frei wählen. Punkte gibt es aber nur wenn folgende Bedingungen erfüllt sind:
- Ein Spielstein darf keinen Spielstein der gleichen Form oder Farbe berühren
- Ein Spielstein darf am Rand oder Boden keine Symbole mit der gleichen Farbe oder Form berühren.
- Der Spielstein darf nicht oben aus dem Schach herausragen

Sind diese Bedingungen erfüllt, wird geprüft, in welcher Ebene sich der oberste Punkt des Spielsteins befindet. Die für die Ebene erhaltenen Punkte werden sofort mit dem Zählstein auf der Punktetafel gezogen. Zudem befinden sich auf dem Schacht Bonuskreise, die je nach Größe 1 bis 3 Punkte bringen wenn der Spielstein einen Teil davon abdeckt.
Sollte sich durch das Einfallenlassen die Positionen einzelner Spielsteine verändern und dadurch die oben genannten Bedingungen nicht mehr erfüllt, werden die Punktestände nicht verändert. Die Position der Spielsteine im Schacht darf aber nicht absichtlich durch Bewegen des Schachtes verändert werden.
Das Spiel endet sobald alle Spielsteine in den Schacht gefallen eingeworfen und gewertet wurden. Sollte zwischenzeitlich ein Zählstein über den Wert von 25 gezogen werden, wird der Punktemarker mit dem Wert +25 in die Mitte gelegt, beim zweiten Mal wird er auf die +50-Seite gedreht.

## Varianten

### Team
Je 2 Spieler spielen zusammen, die Mitglieder von Team 1 und 2 wechseln sich ab. Die Spieler dürfen sich beraten. Jedes Team nutzt einen gemeinsamen Zählstein.

### Formen
Statt der Seiten- und Sockelteile mit Farben werden die Teile mit den Formen verwendet oder eine Mischung von beiden.

### Ohne Randtabus
Es werden nur die Seitenteile verwendet, diese dienen aber nur zum Zählen der Punkte, die Rand-Tabus werden ignoriert.

### Joker
Im Spiel zu dritt und viert erhält jeder Spieler 2 Joker-Plättchen, im Spiel zu Zweit und im Team nur einen Joker. Ein Joker kann eingesetzt werden, wenn ein Tabu verletzt wird um so doch die Punkte zu erhalten. Nicht eingesetzte Joker zählen am Ende 3 Punkte.